# Marc Amstutz
Marc Amstutz (* 10. Januar 1962 in São Paulo) ist ein Schweizer Rechtswissenschaftler.

## Leben
Er erwarb 1986 die Promotion zum licentiatus iuris (Universität Bern), 1992 die Promotion zum Doktor der Rechte (Universität Zürich), das Anwaltspatent (Kanton Schaffhausen), den LL.M. (1995–1996) an der Harvard Law School und 2000 die Habilitation mit der venia legendi Privat- und Wirtschaftsrecht sowie Rechtssoziologie (Universität Fribourg). Seit 2001 ist er Ordinarius für Schweizerisches Privatrecht an der Universität Freiburg im Üechtland.

## Schriften (Auswahl)
- Evolutorisches Wirtschaftsrecht. Vorstudien zum Recht und seiner Methode in den Diskurskollisionen der Marktgesellschaft. Baden-Baden 2001, ISBN 3-7890-7617-1.
- mit Andreas Abegg und Vagias Karavas: Soziales Vertragsrecht. Eine rechtsevolutorische Studie. Basel 2006, ISBN 3-7190-2601-9.
- mit Ramon Mabillard: Fusionsgesetz (FusG). Kommentar zum Bundesgesetz über Fusion, Spaltung, Umwandlung und Vermögensübertragung vom 3. Oktober 2003. Basel 2008, ISBN 3-7190-2484-9.
- Globale Unternehmensgruppen. Geschichte und Zukunft des europäischen Konzernrechts. Tübingen 2017, ISBN 3-16-155181-8.